# Majed Saeed Sultan
Majed Saeed Sultan (né Elijah Kosgei le 3 novembre 1987) est un athlète kényan naturalisé qatarien, spécialiste du 800 mètres.

## Biographie
Vainqueur des championnats du monde juniors de 2004, il remporte la médaille d'or du 800 m lors des championnats d'Asie 2005, à Incheon, dans le temps de 1 min 44 s 27. 

### Palmarès
| Date | Compétition                   | Lieu     | Résultat | Épreuve | Performance   |
| ---- | ----------------------------- | -------- | -------- | ------- | ------------- |
| 2004 | Championnats d'Asie juniors   | Ipoh     | 2e       | 800 m   | 1 min 51 s 34 |
| 2004 | Championnats d'Asie juniors   | Ipoh     | 2e       | 1 500 m | 3 min 52 s 44 |
| 2004 | Championnats du monde juniors | Grosseto | 1er      | 800 m   | 1 min 47 s 33 |
| 2005 | Championnats d'Asie           | Incheon  | 1er      | 800 m   | 1 min 44 s 27 |

### Records
| Épreuve | Performance   | Lieu    | Date             |
| ------- | ------------- | ------- | ---------------- |
| 800 m   | 1 min 44 s 27 | Incheon | 4 septembre 2005 |